# Национална следствена служба
Националната следствена служба (НСлС) е държавна институция в България, част от съдебната власт, подчинена на Прокуратурата. Ръководи се от директор, който е заместник на главния прокурор, и се занимава с разследване на престъпления с голяма сложност или извършени извън страната.
Службата е създадена през 1979 година като Главно следствено управление в Министерството на вътрешните работи, обединяващо дотогавашните следствени органи на Държавна сигурност и Народната милиция, а от 1990 година е подчинена на прокуратурата.

## Ръководители
- Генерал-лейтенант Георги Кръстев – 1979 – 13 май 1982
- Генерал-лейтенант Костадин Коцалиев – 13 май 1982 – 15 януари 1990 г.
- Генерал-майор Леонид Кацамунски – 1990 – 1992
- Полковник Ани Крулева – 1992 – юни 1995
- Бойко Рашков – юни 1995 – юни 2001
- Полковник Румен Андреев – 2001 – 2002 и.д.
- Румен Георгиев – от 2002 – 2004 и.д.
- Ангел Александров – 13 февруари 2004 – 27 юни 2007
- Бойко Найденов – 9 ноември 2007 – 20 декември 2013
- Евгени Диков – 20 декември 2013 – 6 декември 2017
- Борислав Сарафов – 6 декември 2017 – 19 юни 2023
- Ивелина Христова – от 19 юни 2023, временно изпълняваща длъжността

## История
След Освобождението освен съдебните следователи, известни разследващи функции са вменени и на полицията и е приет Закон за съдопроизводство по углавните дела, които са подсъдни на мировите съдии, обн. ДВ, бр. 49 от 4 юни 1880 г Полицията продължава да е разследващ орган и в Закона за администрацията и полицията (обн. в ДВ, бр. 25/04.05.1925 г.) според който полицията е държавна и общинска и сред задачите на държавната полиция са: да предотвратява и открива престъпленията; да събира доказателства за извършените престъпления; да издирва и залавя извършителите на престъпления и да ги „предава на съдебните власти“; да съдейства на съдебните органи. 
След 1944 г. съществуването на специализиран следствен апарат в Народна република България може да бъде разделено на два етапа. Първият е от създаването на служба „Следствие“ в края на 1945 г. при Държавна сигурност. С промените в Закона за прокуратурата от 1948 г., на органите на Народната милиция се възлага да извършват дознания, както и отделни следствени действия по поръчка на следователя, по започнато вече предварително следствие. Органи на дознанието, съгласно НПК от 1952 г. са: Народната милиция, Държавна сигурност, както и финансовите, санитарните, техническите и други административни органи. Според Указа за Народната милиция от 1955 г., органите на милицията провеждат дознание и предварително следствие за престъпления от общ характер.
В първите години на тоталитарния комунистически режим Следственият отдел на Държавна сигурност придобива мрачна слава с масовото използване на физически и психически изтезания. През 50-те години режимът се опитва да ограничи ролята на физическото насилие, разработвайки специални инструкции за работата на следствието и разширявайки ролята на мрежата от доносници в арестите, наричани „камерна агентура“.
Вторият етап е от началото на 1979 г., когато статутът на следствието е променен и всички следствени структури са обединени в Главно следствено управление при Министерство на вътрешните работи (ГСУ – МВР). В новосъздадената структура водеща роля продължават да играят служителите на дотогавашния Следствен отдел на Държавна сигурност, които първоначално са над 3/4 от щатния му състав. През 1984 година към Главно следствено управление са прехвърлени и следствените групи на окръжните управления на МВР.
От 1990 година ГСУ е подчинено на прокуратурата. Съгласно Закона за Националната полиция (1993 г.), „полицейските органи разкриват и участват в разследването на престъпления по ред, предвиден в НПК (чл. 28, ал. 1). При осъществяване на дейността полицейските органи се намират под контрола на съдебната власт.“ (чл. 28, ал.2). Съгласно чл. 48 на ЗИДНПК (ДВ, бр. 70 от 06.08.1999 г.), „разследващи органи са следователите, а в случаите, когато не се провежда предварително производство – дознателите в МВР“ (чл. 48, ал. 1).